# Ильенок, Сергей Сергеевич
Сергей Сергеевич Ильенок (25 сентября 1912 года, Ново-Уда Балаганского района Иркутской области — 1983, Томск) – профессор кафедры петрографии (1968-1983) Томского политехнического института (ТПУ). Участник Великой Отечественной войны.

## Биография
Сергей Сергеевич Ильенок родился 25 сентября 1912 года в селе Ново-Уда Балаганского района Иркутской области. В 1929 году  окончил школу и устроился работать в буровую разведку Тельбесской группы на прииски треста «Запсибзолото». Работал в тресте промывальщиком. В 1930 году поступил учиться в городе Томске на геологоразведочный факультет (ГРФ) Томского индустриального института имени С. М. Кирова (ныне ТПУ). В  1936 году окончил институт, получил специальность инженера-технолога. В 1936-1939 годах работал рудничным, потом работал геологом в Знаменитинском рудоуправлении треста «Хакассзолото».
В 1939 году занялся педагогической деятельностью. Занимал должность ассистента кафедры минералогии и петрографии. В годы войны,  1941 по 1943 год работал начальником разведочной партии треста «Запсибцветметразведка». В 1943 году ушёл на фронт с добровольческой Сталинской бригадой, сформированной в Красноярске. В 1944 году, после демобилизации, вернулся работать в Томский политехнический институт, поступил учиться в аспирантуру. В ТПИ его научным руководителем был профессор Ю. А. Кузнецов, специалист в области региональной геологии и металлогении Кузнецкого Алатау, Алтая, Западного  и Восточного Саяна.
В 1947 году Сергей Сергеевич защитил кандидатскую диссертацию на тему: «Петрография и металлогения Знаменитинского горно-рудного района», после чего стал доцентом кафедры петрографии.
В 1950-х года работал заместителем директора Томского политехнического института по науке, заведующим кафедрой петрографии, с  1968 по 1983 год работал в должности профессора кафедры петрографии института.
Область научных интересов: петрография метаморфических  и магматических пород, месторождения вольфрама, золота, железа, марганца, изучение связи оруденения с интрузиями и с процессами магматического замещения.

## Награды и звания
- Медаль «За отвагу» (1944)
- Медаль «За победу над Германией в Великой Отечественной войне 1941-1945 гг.»
- Медаль  «25 лет победы в Великой Отечественной войне»